# ديمتريوس نافارو
ديمتريوس نافارو (بالإنجليزية: Demetrius Navarro)‏ هو ممثل أمريكي، ولد في 1970 في لوس أنجلوس في الولايات المتحدة.

## أعمال

### أفلام
- (1995) سولجر بويز

## وصلات خارجية
- ديمتريوس نافارو على موقع IMDb (الإنجليزية)
- ديمتريوس نافارو على موقع قاعدة بيانات الفيلم (الإنجليزية)